# Minagawa Yone
Minagawa Yone (皆川 ヨ子 Minagawa Yone, Giai Xuyên Mễ Tử) (4 tháng 1 năm 1893 – 13 tháng 8 năm 2007 là người phụ nữ sống lâu nhất thế giới. Bà là một người Nhật Bản. Tuổi thọ sau khi chết ngày 13 tháng 8 là 114 năm và 221 ngày tuổi.